# Demain les chiens
Demain les chiens (titre original : City) est un recueil de nouvelles de science-fiction de Clifford D. Simak, qui forme une œuvre romanesque cohérente. Le recueil est présenté comme une suite de contes que se racontent les chiens. 
Ces contes sont classés chronologiquement et commentés par des exégètes — eux-mêmes chiens — qui émettent des hypothèses philologiques sur leur véracité.
Le recueil a été publié en 1952 aux États-Unis et immédiatement traduit en français par Jean Rosenthal pour le Club français du livre. Une nouvelle traduction française par Pierre-Paul Durastanti est parue en 2013 aux éditions J'ai lu.

## Composition
Demain les chiens est composé de huit nouvelles initialement publiées dans le magazine américain Astounding Science Fiction entre 1944 et 1952, puis rassemblées en un fix-up en 1952 pour la publication par Gnome Press. À cette occasion, Simak a écrit les introductions « canines » des huit contes, fixant la forme définitive de l'œuvre.
Les nouvelles qui composent le volume sont :
1. La Ville, 1952 ((en) City, 1944)
2. La Tanière, 1952 ((en) Huddling Place, 1944)
3. Le Recensement, 1952 ((en) Census, 1944)
4. Désertion, 1952 ((en) Desertion, 1944)
5. Le Paradis, 1952 ((en) Paradise, 1946)
6. Les Passe-temps, 1952 ((en) Hobbies, 1946)
7. Ésope, 1952 ((en) Aesop, 1947)
8. Un moyen bien simple, 1952 ((en) The Simple Way, 1951)

En 1973, l'auteur écrit une neuvième nouvelle qui est incluse à partir de 1980 dans certaines éditions du recueil. Elle a été traduite en français en 1981 dans le recueil Des souris et des robots, publié aux éditions Lattès dans la collection « Titres/SF ».
1. Épilogue, 1981 ((en) Epilog, 1973)

## Résumé
Sur plusieurs milliers d'années, l'auteur brosse un tableau troublant et poétique de l'avenir de l'humanité. Les Hommes perdent petit à petit leur instinct grégaire après une série de conflits guerriers et font un retour dans les campagnes, puis laissent la place aux Chiens, qu'ils ont réussi à doter de la parole.
Chacun des contes est introduit par un commentaire issu de trois exégètes canins, Tige, Bounce et Rover (Tige, Skip et Voyou dans la traduction de 2013), qui émettent des hypothèses sur leur véracité historique et leur élaboration.

## Résumés des nouvelles

### La Ville
La première nouvelle prend place en 1990 et dépeint la fin de la « cité » comme élément fondamental de la société humaine à la fin des  années 1980. Le monde est géré par un Comité mondial, successeur des Nations Unies, sans trace de pouvoir national. Le monde est déjà robotisé, mais sans androïdes et les humains ont acquis la capacité de se déplacer très loin et très vite en hélicoptères privés, ce qui rend obsolète le besoin de regroupement en communautés urbaines.
Les deux progrès techniques essentiels qui ont permis cette transformation sont la domestication de  l'énergie nucléaire fournissant de l'électricité en abondance, et le développement des cultures hydroponiques, efficaces et compactes.
Comme la terre a perdu sa fonction nourricière, chacun peut dès lors  posséder une maison isolée, éloignée de toute civilisation et réaliser un rêve jusqu'ici réservé aux plus aisés. Les agglomérations urbaines encore debout sont habitées par des vieillards nostalgiques, des squatters désargentés ou quelques rares politiciens encore accrochés à une forme déclinante de pouvoir.
Le héros de ce premier conte, John Webster, secrétaire de la chambre de commerce locale, dont la famille portera l'avenir de l'humanité dans le recueil, sera le premier à dire la vérité au Maire et à son Conseil municipal qui s'agrippent à leurs fonctions inutiles. Il terminera sa carrière au Service de réadaptation qui essaie d'éduquer les gens à ce nouveau mode de vie, en gérant une cité devenue un musée vivant à destination des personnes ayant déserté les villes et cherchant un témoignage de leur passé.

### La Tanière
En 2117, Jérôme A. Webster représente la cinquième génération de la lignée depuis John, établi dans la demeure et la propriété rurale bâtie à l'époque du premier conte, devenue consubstantielle à la famille. Les humains ont maîtrisé les voyages interplanétaires et rencontré les Martiens, espèce amicale, plus avancée que les humains en philosophie, mais moins en techniques et en médecine. Jérôme Webster est un médecin renommé, spécialiste du cerveau, dont l'ouvrage sur la physiologie martienne fait référence. La famille est servie par des robots anthropomorphes dont le principal s'appelle Jenkins, sorte de majordome high-tech. Jérôme A. Webster est sujet à des angoisses lorsqu'il s'agit de sortir de chez lui, une agoraphobie extrême et apparemment héréditaire. Il se rend compte que ce mal frappe également tous ceux qui, comme sa famille, ont adopté cette forme particulière de retour à la terre pratiquée à la fin du vingtième siècle.
Un jour, son ami Juwain, le philosophe martien, subit une attaque cérébrale et seule une opération délicate du cerveau pourrait le sauver, lui et sa nouvelle philosophie qui permettrait aux êtres pensants d'enfin se comprendre. Tenaillé par son agoraphobie, Jérôme Webster, le seul à pouvoir intervenir, est incapable de partir pour Mars, et il découvre le piège qu'est devenue progressivement sa demeure si confortable.
Cette nouvelle introduit Jenkins et la demeure Webster, deux points de référence essentiels de la suite du recueil.

### Le Recensement
En 2183, après la suppression des États, la Terre est gouvernée par un Comité mondial centralisé et une partie des hommes a colonisé les autres planètes du système solaire.
La nouvelle s'ouvre sur Richard Grant, agent de recensement, rencontrant Nathanaël, l'un des premiers chiens parlants. Grant suit ensuite Nathanaël chez son maître, Bruce Webster, petit-fils de Jérôme, et fils de Thomas. Bruce est un chirurgien et un biologiste qui donne aux chiens un appareil phonatoire leur permettant d'articuler des sons. Bruce espère ainsi donner naissance à une vraie race de chiens parlants. Bruce Webster, héritier de la culpabilité de son père et de son grand-père pour n'avoir pas sauvé Juwain, vise ainsi à former avec les chiens un tandem d'espèces pensantes, complémentaires, pour présider à la destinée de la Terre.
L'autre fils de Thomas, Allen Webster, est parti comme pilote de l'expédition Alpha du Centaure, cherchant à dépasser les limites de l'espace exploré par l'humanité, dans un vaisseau conçu par Thomas lui-même. 
Avec Bruce puis avec Thomas, Grant évoque également deux composantes étranges de la population mondiale : d'abord, les coureurs des crêtes, des marginaux revenus à une économie de subsistance composée d'agriculture basique et de chasse ; enfin, les mutants aux étranges pouvoirs télépathiques et intuitifs. 
En repartant de la demeure Webster, Grant rencontre l'un d'eux, Joe, un grand homme dégingandé. Il est connu dans la région pour venir réparer les machines cassées dans les fermes et il ne semble pas vieillir. Plus étrange, il aide également les fourmis, en leur construisant des abris et en leur fournissant les outils d'une civilisation industrielle (véhicules, usines). Grant suppose qu'il le fait, comme Bruce Webster avec les chiens, pour permettre l'essor d'une nouvelle espèce intelligente, mais en réalité Joe n'agit que par amusement.
Enfin, quand Grant demande à Joe de collaborer avec la société humaine, celui-ci refuse, s'approprie l'ébauche de la philosophie de Juwain et l'emporte avec lui. À la fin du conte, Grant prédit à Nathanaël que l'homme disparaîtra à plus ou moins longue échéance et demande aux chiens de se tenir prêts à prendre le relai de la civilisation. Nathanaël promet de transmettre le message de génération en génération.

### Désertion
Quelques générations plus tard, le descendant des Webster est devenu président du Comité mondial et dirige de facto la Terre. Mais sur Jupiter, nouvellement conquise, se déroulent des événements étranges. C'est une planète infernale pour les humains : la pression gigantesque, les tempêtes continuelles et les pluies d'ammoniaque cloîtrent les humains dans quelques rares dômes blindés établis sur la planète à des fins scientifiques.
Pour s'adapter à une éventuelle vie sur place, les humains sont obligés de se transformer physiquement en créatures joviennes, les galopeurs (loper en version originale). C'est une technique qui a donné d'excellents résultats sur les autres planètes colonisées. Malheureusement, sur Jupiter, des cinq volontaires partis tester la méthode, aucun n'est jamais revenu pour faire son rapport à la Commission de Topographie Jovienne établie dans le Dôme 3, et on les croit morts.
Finalement, Kent Fowler, le chef du projet se fait transformer en Jovien, accompagné de son chien Sultan, et comprend pourquoi aucun des testeurs n'est jamais revenu : dans le corps d'un galopeur, l'être humain voit ses facultés mentales, télépathiques et sensorielles décuplées : il accède à la pleine maîtrise de ses facultés, tant psychiques que physiques, et se sent en parfaite harmonie avec l'environnement jovien. D'autre part, le lien télépathique qui unit désormais Fowler à Sultan est si fort qu'il rend pitoyable l'imparfaite complicité entre un homme et son chien. Les deux choisissent donc de conserver leur forme jovienne et d'explorer ensemble le nouveau monde qui s'offre à eux.
- Notes : dans la traduction de 1953, loper est traduit en dromeur, ce qui n'a pas vraiment de sens en français, mais le nom du chien reste l'original, Towser. La nouvelle a initialement paru en novembre 1944 dans Astounding Science Fiction fut intégrée par Simak au recueil en 1952. Elle constitue l'une des premières apparitions du thème de la pantropie en science-fiction.

### Le Paradis
Le Paradis prend place cinq ans après Désertion, et presque mille ans après le premier conte.
Au prix d'un énorme effort de volonté, Kent Fowler revient au convertisseur et reprend forme humaine pour annoncer à tous les hommes la bonne nouvelle de l'Eden retrouvé. De retour sur Terre, à Genève, il rencontre Tyler Webster, le président du Comité Mondial, qui gère les affaires du système solaire.
Mais Webster doute que ce soit une bonne nouvelle pour l'humanité, craignant une désertion en masse de la Terre, ce qui reviendrait à la livrer aux chiens, aux robots et aux mutants. Webster et Fowler s'affrontent donc, ce dernier menaçant de révéler le paradis jovien par la presse si le Comité Mondial ne le fait pas officiellement.
Parallèlement, depuis plusieurs centaines d'années, les chiens parlants et les humains coopèrent pour surveiller et contrôler les mutants, qui inquiètent les hommes par leurs propres menées. Joe le mutant utilise alors la philosophie de Juwain comme une arme contre les hommes : il la répand par des moyens subliminaux, afin de permettre à toute l'humanité de saisir immédiatement l'intérêt de l'annonce de Fowler. Pendant un instant, Webster imagine de tuer Fowler pour éviter la catastrophe de la révélation, mais il y renonce finalement.

### Les Passe-temps
Le conte se déroule encore mille ans après Paradis. Les humains, dans leur grande majorité, ont quitté la Terre pour vivre sur Jupiter sous la forme de galopeurs à l'exception d'environ cinq mille personnes vivant à Genève dans une abondance oisive.
Sous la supervision de Jenkins qui a près de 2 000 ans, les chiens et leurs robots compagnons apprivoisent les animaux sauvages, et surveillent les mutants cloîtrés dans leurs forteresses, et les robots sauvages, qui construisent sans relâche des machines. Ils écoutent aussi les horlas, ces êtres de dimensions parallèles qui pourraient passer sur Terre.
À Genève, c'est une ambiance de douce décadence : délivrés des travaux par l'abondance des robots, les humains n'ont plus de métier mais seulement des passe-temps intellectuels ou créatifs. Jon Webster s'attache depuis vingt ans à écrire une histoire de la ville que personne ne lira. Il revoit son ancienne compagne, Sara, qui lui révèle que son fils Tom part « jouer à l'homme sauvage » avec quelques amis à l'extérieur de la ville. Enfin, elle choisit la solution du Grand Sommeil pour terminer ses jours dans un rêve artificiel au sein du Temple créé à cet effet.
Ébranlé par le départ de Sara, Jon décide de rendre visite à Jenkins et aux chiens, qui l'accueillent comme un dieu vivant, et qui révèrent la mémoire de Bruce Webster, de Nathanaël et de Grant. Il rencontre Ebenezer, un jeune chien qui lui témoigne une grande dévotion, et Jenkins plaide pour que Jon suscite le retour des hommes, disant que les robots et les chiens, conçus pour servir l'Homme, ont encore besoin de guides.
De retour à Genève, Jon décide de laisser les chiens à leur destinée, espérant qu'ils règneront sur Terre de manière moins violente que les Hommes. Il décide alors d'activer le système de défense de la cité, un champ de force impénétrable, pour se couper définitivement du monde devenu canin.

### Ésope
Ésope se passe cinq mille ans après Les Passe-temps, alors que Jenkins vient de fêter ses 7000 ans et reçoit en cadeau un nouveau corps aux sens surdéveloppés, y compris une forme de télépathie. Les chiens ont enseigné la parole à la plupart des mammifères et ont imposé à tous la Fraternité animale et le régime végétarien, et banni le meurtre au sens le plus large, ce qui commence à poser le problème de la surpopulation animale.
Peter, un lointain descendant de Tom Webster et un des très rares humains restants, invente l'arc et tue par accident un rouge-gorge, ce qui préoccupe Jenkins, qui craint un premier pas vers le retour de la violence armée. Parallèlement, un horla passé dans notre dimension attaque un loup, compagnon de Peter. Ce dernier, emporté par une haine violente, met en déroute le horla par la seule force de sa colère vengeresse. Jenkins espionnant la scène en retire la connaissance du transfert vers le monde du horla.
Jenkins découvre que les mutants ont quitté la Terre depuis longtemps, après avoir construit des portes entre les planètes dans leurs châteaux. Préoccupé par la mauvaise influence que les humains pourraient avoir sur les chiens, il les regroupe puis les emmène coloniser un monde parallèle.

### Un moyen bien simple
Encore cinq mille ans ont passé depuis Ésope. Après tout ce temps d'errance dans le monde des horlas où il a emmené les Hommes, Jenkins parvient à rentrer et retrouve la demeure Webster. Il n'y a plus ni humains ni mutants, seulement la Fraternité des bêtes sous la férule des chiens, et des camps de robots sauvages qui construisent des engins spatiaux, sans se mêler aux animaux. Sans Jenkins, les chiens ont appris à maîtriser le saut entre les mondes, le horlisme.
Homère le chien et Andrew le robot sauvage font connaissance, mais les deux races continuent de se côtoyer sans se gêner. Ce sont en revanche les fourmis qui représentent le nouveau danger. Depuis Le Recensement, elles ont continué à évoluer et ont transformé leur fourmilière en un gigantesque bloc, le « Bâtiment » qui semble ne jamais devoir s'arrêter de grandir. Certains robots, infectés par des fourmis électroniques, prêtent leur force mécanique aux fourmis pour accomplir leur grande œuvre. Alerté par Homère le chien et Archie le raton-laveur, Jenkins va à Genève réveiller Jon Webster de son sommeil cryogénique pour lui demander quelle solution utilisaient les humains. Lorsque Jenkins entend la réponse, un insecticide, il la considère inacceptable moralement, il s'en retourne et annonce aux chiens qu'il n'y a pas de solution. « Mieux vaut perdre un monde que revenir au meurtre. »

### Épilogue
La Terre est entièrement recouverte par le Bâtiment des fourmis, à l'exception de la maison Webster au centre d'une « clairière » circulaire de 8 km. Jenkins continue à l'habiter seul : avec l'extension du Bâtiment, les Chiens et les autres animaux ont fini par changer de monde depuis longtemps.
Un jour, une portion du Bâtiment proche de la maison s'écroule, ce qui permet à Jenkins de l'explorer : immense mais vide, déserté par toute forme de vie, peuplé seulement de carcasses de robots. Jenkins peine à comprendre le but poursuivi par les fourmis, quand soudain un vaisseau spatial se pose dans la clairière. Andrew le robot en descend avec quelques congénères et invite Jenkins à les rejoindre pour poursuivre leur exploration des autres planètes. Jenkins, sur un sentiment d'échec et d'inutilité, abandonne alors la Terre aux insignifiantes souris, les derniers mammifères restants.

### Philologie canine
Le recueil est présenté par Clifford D. Simak comme l'édition critique de contes canins transmis de génération en génération de manière orale, puis archivés. L'éditeur, anonyme, confronte les interprétations de divers philologues canins. Ces contes jouent le rôle d'une sorte de mythologie fondatrice de la culture canine, mais les chiens hésitent sur le sens et le crédit historique à leur donner.
Trois philologues canins émettent trois types d'hypothèses contradictoires :
- Rover (Voyou dans la traduction, hors édition J'ai lu), qui comprend les contes de manière mythologique, leur déniant toute réalité historique autre que littéraire et symbolique ;
- Tige, qui défend une approche purement historique de ces textes, leur conférant une réalité tangible, mais dans un passé lointain ;
- Bounce (Skip dans la traduction, hors édition J'ai lu[1]), le fondamentaliste, qui refuse par principe l'idée d'une intelligence animale autre que celle des chiens, malgré les apories auxquelles cette posture le conduit.

Le débat entre historiens et philologues canins, tel qu'il apparaît dans le récit, est similaire aux débats philologiques humains qui ont entouré les grands mythes de l'antiquité (L'Iliade ou l'Odyssée, par exemple) ou les grands textes fondateurs des religions (comme la Bible). Mais il manque encore aux chiens du recueil une discipline scientifique telle que l'archéologie qui leur permettrait de confronter les thèses symbolistes à la réalité des vestiges ensevelis de la civilisation humaine. 
Enfin, tout l'aspect pseudo-philologique du travail littéraire de Clifford D. Simak dans ce recueil conduit à placer son lecteur dans une situation ironique et cocasse. Le lecteur de Demain les chiens est confronté à une forme de divinisation de l'espèce humaine de la part de chiens qui a pour corollaire un doute profond sur l'existence historique de cette même espèce humaine.

### Postérité littéraire
Dans le genre de la science-fiction de type post-apocalyptique, Clifford D. Simak propose des solutions beaucoup plus optimistes que la plupart de ses successeurs. Chez l'auteur américain Walter M. Miller, par exemple, la tendance humaine à reproduire les mêmes erreurs passées (en particulier le problème crucial pour l'époque de l'autodestruction nucléaire) est reprise dans Un cantique pour Leibowitz en (1959) avec un pessimisme consommé qui n'est contrebalancé que par l'idée que seule la foi religieuse peut sauver l'humanité.
Le legs de la terre à une espèce animale modifiée se retrouve également dans le cycle du nouveau printemps de Robert Silverberg. Peut-être encore plus que chez Simak le point de vue adopté est celui de ces héritiers (des singes). Ils se nomment eux-mêmes « le Peuple » et les humains sont des mythes lointains dont l'existence même est contestée. La filiation entre les deux œuvres est suggérée indirectement par la préface rédigée par Silverberg pour l'édition de 1995 de Demain les chiens par Easton Press edition.
Dans Lanzarote et autres textes, publié en 2002, Michel Houellebecq écrit : « Ne serait-ce que pour Demain les chiens, Clifford Simak mérite de rester dans l'histoire littéraire ».

### Autres thèmes abordés
Les thèmes abordés dans ce recueil sont nombreux et jouent des rôles divers dans l'économie de la narration. On peut ainsi citer les grands thèmes suivants :
- la robotisation des tâches pénibles et répétitives ;
- la dislocation du politique avec la fin de la cité comme entité d'organisation sociale ;
- la redistribution des terres et l'éclatement social ;
- la vitesse très élevée des déplacements individuels ;
- la conquête de l'espace et la découverte de nouvelles formes de vie extra-terrestre ;
- la mutation génétique des humains en êtres doués de télépathie ;
- les progrès de la médecine et de la chirurgie avec les greffes humaines sur les chiens ;
- création d'une antonomase avec le « webster » qui devient chez les chiens la dénomination générique de l'Homme ;
- la place de la violence dans la civilisation, tant au niveau individuel (criminalité) que collectif (guerres) ;
- la surpopulation ; ironiquement, elle n'est évoquée que pour les animaux, dans Ésope, le problème ne semblant pas toucher les humains ;
- la transmission du flambeau de la culture aux animaux (chiens et fourmis) ;
- la découverte de dimensions spatio-temporelles parallèles ;
- la création de mythes fondateurs : à partir du sixième conte, les personnages de Bruce Webster, Nathanael et Richard Grant sont devenus mythiques pour les chiens ;
- la nature de l'humanité : au fil des temps, Jenkins est progressivement reconnu comme un Webster ; en revanche les mutants perdent leur humanité ;
- la notion d'évolution de la civilisation, et des différents choix qui en découlent.
- la souffrance chez les animaux sauvages et l'abolition de la prédation par les chiens

## Clins d'œil littéraires
Clifford D. Simak semble se référer à la Bible lorsque le dernier fils Webster, armé de son arc et de ses flèches, commet l'irréparable en suivant les conseils d'un loup malveillant proche du serpent de l'Eden dans l'Ancien Testament.
La traduction française cite explicitement Guy de Maupassant, faisant ainsi une incursion dans la littérature fantastique, avec une allusion aux « horlas » qui sont, dans le recueil de Simak, les habitants fantomatiques des dimensions parallèles. Le texte original les nomme cobbly.

## Prix littéraires
Demain les chiens de Clifford D. Simak a reçu l' International Fantasy Award en 1953.

## Classique de la science-fiction
Ce recueil est considéré comme un grand classique de la science-fiction dans les ouvrages de références suivants :
- Annick Beguin, Les 100 principaux titres de la science-fiction, Cosmos 2000, 1981 ;
- Jacques Sadoul, Anthologie de la littérature de science-fiction, Ramsay, 1981 ;
- Jacques Goimard et Claude Aziza, Encyclopédie de poche de la science-fiction. Guide de lecture, Presses Pocket, coll. « Science-fiction », no 5237, 1986 ;
- Denis Guiot, La Science-fiction, Massin, coll. « Le monde de... », 1987 ;
- La Bibliothèque idéale de la SF, Albin Michel, (1988) ;
- Enquête du Fanzine Carnage mondain auprès de ses lecteurs, 1989 ;
- Lorris Murail, Les Maîtres de la science-fiction, Bordas, coll. « Compacts », 1993 ;
- Stan Barets, Le science-fictionnaire, Denoël, coll. « Présence du futur », 1994 ;
- Bibliothèque idéale du webzine Le Cafard cosmique.

## Critiques spécialisées
- Jacques Sadoul, Histoire de la science-fiction moderne. 1911-1984, Robert Laffont, Coll. « Ailleurs et Demain / Essais », p. 151 : « City est un des rares chefs-d'œuvre de la science-fiction. ». Jacques Sadoul signale également qu'en 1984, l'édition J'ai lu de Demain les chiens avait été tirée à 270.000 exemplaires[2].
- Lorris Murail, La Science-fiction, Larousse, coll. « Guide Totem », 1999, p. 302 : « Émouvant et gentiment poético-philosophique. L'un des grands classiques de l'âge d'or [...]. »
- Jacques Goimard, OPTA, coll. « Fiction  », no 160, 1967.
- Jacques Mondoloni, Waterloo, coll. « SF & Quotidien », no 7, 1981.

## Éditions françaises
Demain, les chiens de Clifford D. Simak, traduit de l'américain par Jean Rosenthal, a connu différentes éditions françaises :
- Éditions à huit nouvelles
  - Club français du livre, 1952, qui parait être l'édition originale française ;
  - Sagittaire, 1954 ;
  - OPTA, coll. « Club du livre d'anticipation », no 3, 1966 ;
  - J'ai lu, coll. « Science-fiction », no 373, 1970  (ISBN 2-277-12373-0) (rééditions 1978, 1982, 1987, 1989, 1991, 2002, 2007) ;
  - Alsatia, coll. « Safari signe de piste », no 4, 1991  (ISBN 2-87654-064-9) ;
- Éditions intégrant la neuvième nouvelle, Épilogue
  - in Les Mines du temps, Omnibus, 2004  (ISBN 2-258-06404-X), traduction d''Épilogue par Francine Mondoloni (1981) ;
  - J'ai lu, coll. « Nouveaux Millénaires », 2013  (ISBN 978-2-290-07061-1), nouvelle traduction de Pierre-Paul Durastanti ;
  - J'ai lu, coll. « Science-fiction », no 11048, 2015  (ISBN 978-2290070628).